# USS La Jolla (SSN-701)
Le USS La Jolla (SSN-701) est un sous-marin nucléaire d'attaque américain de classe Los Angeles nommé d'après La Jolla en Californie. Construit au chantier naval Electric Boat de Groton, il a été commissionné le 30 septembre 1981 et retiré du service en 2015.